# 于天仁
于天仁（1920年2月4日—2004年5月22日），中国土壤化学家，中国科学院院士及南京土壤研究所研究员，是中国土壤电化学的创始人，

## 生平
1920年出生于山东省郓城县。2004年5月22日因心脏病突发逝世。